# 鹿児島県災害拠点病院
鹿児島県災害拠点病院（かごしまけんさいがいきょてんびょういん）とは、鹿児島県における災害時の救急医療の拠点となる災害拠点病院である。鹿児島県では鹿児島市立病院を全県における基幹災害医療センターとし、現在、全部で11の医療機関が指定を受けている。

## 概要
県内や近県で災害が発生し、通常の医療体制では被災者に対する適切な医療を確保することが困難な状況となった場合に、鹿児島県知事の要請により傷病者の受け入れや医療救護班の派遣等を行う。

## 拠点病院の条件
- 建物が耐震耐火構造であること。
- 資器材等の備蓄があること。
- 応急収容するために転用できる場所があること。
- 応急用資器材、自家発電機、応急テント等により自己完結できること。（外部からの補給が滞っても簡単には病院機能を喪失しないこと。）
- 近接地にヘリポートが確保できること。

## 災害拠点病院の一覧
| 病院名                         | 住所                      | DMAT | 救命    | 2次医療圏  |
| ------------------------------ | ------------------------- | ---- | ------- | ---------- |
| 鹿児島市立病院（基幹）         | 鹿児島市上荒田町37-1      | ○    | ○/DH    | 鹿児島     |
| 鹿児島市医師会病院             | 鹿児島市鴨池新町7-1       | ○    | ×       | 鹿児島     |
| 鹿児島赤十字病院               | 鹿児島市平川町2545        | ○    | ×       | 鹿児島     |
| 鹿児島大学病院                 | 鹿児島市桜ケ丘八丁目35-1  | ○    | ○       | 鹿児島     |
| 米盛病院                       | 鹿児島市与次郎一丁目7-1   | ○    | ×       | 鹿児島     |
| 県立薩南病院                   | 南さつま市加世田村原4-11  | ×    | ×       | 南薩       |
| 済生会川内病院                 | 薩摩川内市原田町2番46号   | ×    | ×       | 川薩       |
| 出水総合医療センター           | 出水市明神町520番地       | ○    | ×       | 出水       |
| 県立北薩病院                   | 伊佐市大口宮人502番地4号  | ×    | ×       | 姶良・伊佐 |
| 霧島市立医師会医療センター     | 霧島市隼人町松永3320      |      | ×       | 姶良・伊佐 |
| 曽於郡医師会立病院             | 曽於市大隅町月野894番地   | ×    | ×       | 曽於       |
| 県民健康プラザ鹿屋医療センター | 鹿屋市札元一丁目8番8号    | ○    | ×       | 肝属       |
| 種子島医療センター             | 西之表市西之表7463番地    | ○    | ×       | 熊毛       |
| 県立大島病院                   | 奄美市名瀬真名津町18番1号 | ○    | 地域/DH | 奄美       |